# Нагорное (Новосибирская область)
Наго́рное — село в Куйбышевском районе Новосибирской области. Административный центр Октябрьского сельсовета.

## География
Площадь села — 185 гектаров.

## История
В 1976 году указом Президиума Верховного Совета РСФСР посёлок центральной усадьбы совхоза «Октябрьский» переименован в село Нагорное.

## Население
| 2002 | 2007  | 2010  |
| ---- | ----- | ----- |
| 1474 | ↗1654 | ↘1583 |

## Инфраструктура
В селе по данным на 2007 год функционируют 1 учреждение здравоохранения и 2 учреждения образования.